# Kerivoula agnella
Kerivoula agnella é uma espécie de morcego da família Vespertilionidae. Endêmica da Papua-Nova Guiné, onde pode ser encontrada nas ilhas de Fergusson, Missima, Sudest e Woodlark.
Pode ser encontrada nos seguintes países: florestas secas tropicais ou subtropicais.